# مقاطعة غيلبين (كولورادو)
مقاطعة غيلبين (بالإنجليزية: Gilpin County)‏ هي إحدى مقاطعات ولاية كولورادو في الولايات المتحدة الأمريكية.